# I See You (альбом The xx)
I See You — третій студійний альбом британського інді-поп гурту The xx, представлений 13 січня 2017 року; перша робота гурту за останні чотири (попередній альбом Coexist було представлено у вересні 2012).
10 листопада 2016 року гурт представив дебютний сингл альбому — композицію «On Hold», а також відео до неї 28 листопада.

## Передісторія та запис
Після видання попереднього альбому Coexist у 2012 році, гурт анонсував роботу над наступною платівкою у травні 2014. Згідно із повідомленням музикантів, запис здійснювався у містечку Марфа (Техас) під керівництвом продюсера Родайда Макдональда. У цей час учасник гурту та продюсер Jamie xx випустив свій сольний дебютний альбом In Colour у травні 2015, заявивши, що ця робота відображає концепт нового альбому гурту та певний відхід від їхнього традиційного звучання. Загалом, запис альбому відбувався протягом двох років у таких містах як Нью-Йорк, Лос-Анджелес, Марфа, Лондон та Рейк'явік.
10 листопада 2016 року гурт офіційно оголосив дату виходу нової платівки.

## Музика та тематика
Альбом, як заявив Jamie xx, «чітко повідомляє те, що ми робимо», є певним відходом від попереднього звучання гурту у альбомах Coexist та xx, а також має зовсім іншу концепцію.

## Просування

### Сингли
Дебютний сингл «On Hold» гурт представив 10 листопада разом із офіційним анонсом I See You, а 28 листопада — відео на цю композицію.

## Список композицій
| #     | Назва                  | Тривалість |
| ----- | ---------------------- | ---------- |
| 1.    | «Dangerous»            | 4:10       |
| 2.    | «Say Something Loving» | 3:58       |
| 3.    | «Lips»                 | 3:20       |
| 4.    | «A Violent Noise»      | 3:47       |
| 5.    | «Performance»          | 4:06       |
| 6.    | «Replica»              | 4:09       |
| 7.    | «Brave for You»        | 4:13       |
| 8.    | «On Hold»              | 3:44       |
| 9.    | «I Dare You»           | 3:53       |
| 10.   | «Test Me»              | 3:55       |
| 39:15 |                        |            |

| Вініл видання | Вініл видання   | Вініл видання |
| #             | Назва           | Тривалість    |
| ------------- | --------------- | ------------- |
| 11.           | «Naive»         |               |
| 12.           | «Season Run»    |               |
| 13.           | «Brave for You» |               |

## Чарти
| Чарт (2017)                                          | Найвища позиція |
| ---------------------------------------------------- | --------------- |
| Австралія Australian Albums (ARIA)                   | 1               |
| Австрія Austrian Albums (Ö3 Austria)                 | 2               |
| Бельгія Belgian Albums (Ultratop Flanders)           | 1               |
| Бельгія Belgian Albums (Ultratop Wallonia)           | 2               |
| Канада Canadian Albums (Billboard)                   | 2               |
| Чехія Czech Albums (ČNS IFPI)                        | 12              |
| Данія Danish Albums (Hitlisten)                      | 3               |
| Нідерланди Dutch Albums (MegaCharts)                 | 1               |
| Фінляндія Finnish Albums (Suomen virallinen lista)   | 8               |
| Франція French Albums (SNEP)                         | 5               |
| Угорщина Hungarian Albums (MAHASZ)                   | 39              |
| Ірландія Irish Albums (IRMA)                         | 1               |
| Італія Italian Albums (FIMI)                         | 11              |
| Нова Зеландія New Zealand Albums (Recorded Music NZ) | 3               |
| Норвегія Norwegian Albums (VG-lista)                 | 3               |
| Польща Polish Albums (ZPAV)                          | 8               |
| Португалія Portuguese Albums (AFP)                   | 1               |
| Шотландія Scottish Albums (OCC)                      | 1               |
| Швеція Swedish Albums (Sverigetopplistan)            | 4               |
| Швейцарія Swiss Albums (Schweizer Hitparade)         | 2               |
| Taiwanese Albums (Five Music)                        | 9               |
| Велика Британія UK Albums (OCC)                      | 1               |
| Велика Британія UK Independent Albums (OCC)          | 1               |
| США Billboard 200                                    | 2               |
| США Top Alternative Albums (Billboard)               | 1               |
| США Independent Albums (Billboard)                   | 1               |
| США Top Rock Albums (Billboard)                      | 1               |